# Rosières-près-Troyes
Pour les articles homonymes, voir Rosières.
Rosières-près-Troyes est une commune française, située dans le département de l'Aube en région Grand Est.

## Géographie
| Saint-André-les-Vergers |                         | Troyes                  |
|                         | Rosières-près-Troyes    | Saint-Julien-les-Villas |
| Saint-Germain           | Saint-Léger-près-Troyes | Bréviandes              |

L'altitude de la mairie de Rosières-près-Troyes est de 115 mètres environ. La superficie de Rosières-près-Troyes est de 6,23 km2. La latitude de Rosières-près-Troyes est de 48.261 degrés nord et la longitude de Rosières-près-Troyes est de 4.076 degrés est.
Les villes et villages proches de Rosières-près-Troyes sont : Bréviandes (Aube) à 1,53 km, Saint-Julien-les-Villas (Aube) à 2,21 km, Saint-André-les-Vergers (Aube) à 2,62 km, Saint-Léger-près-Troyes (Aube) à 2,90 km, Troyes (Aube) à 3,93 km.

### Hydrographie
La commune est dans la région hydrographique « la Seine de sa source au confluent de l'Oise (exclu) » au sein du bassin Seine-Normandie. Elle est drainée par le Triffoire, le canal 01 des Maisons Rosières et la Profonde,.

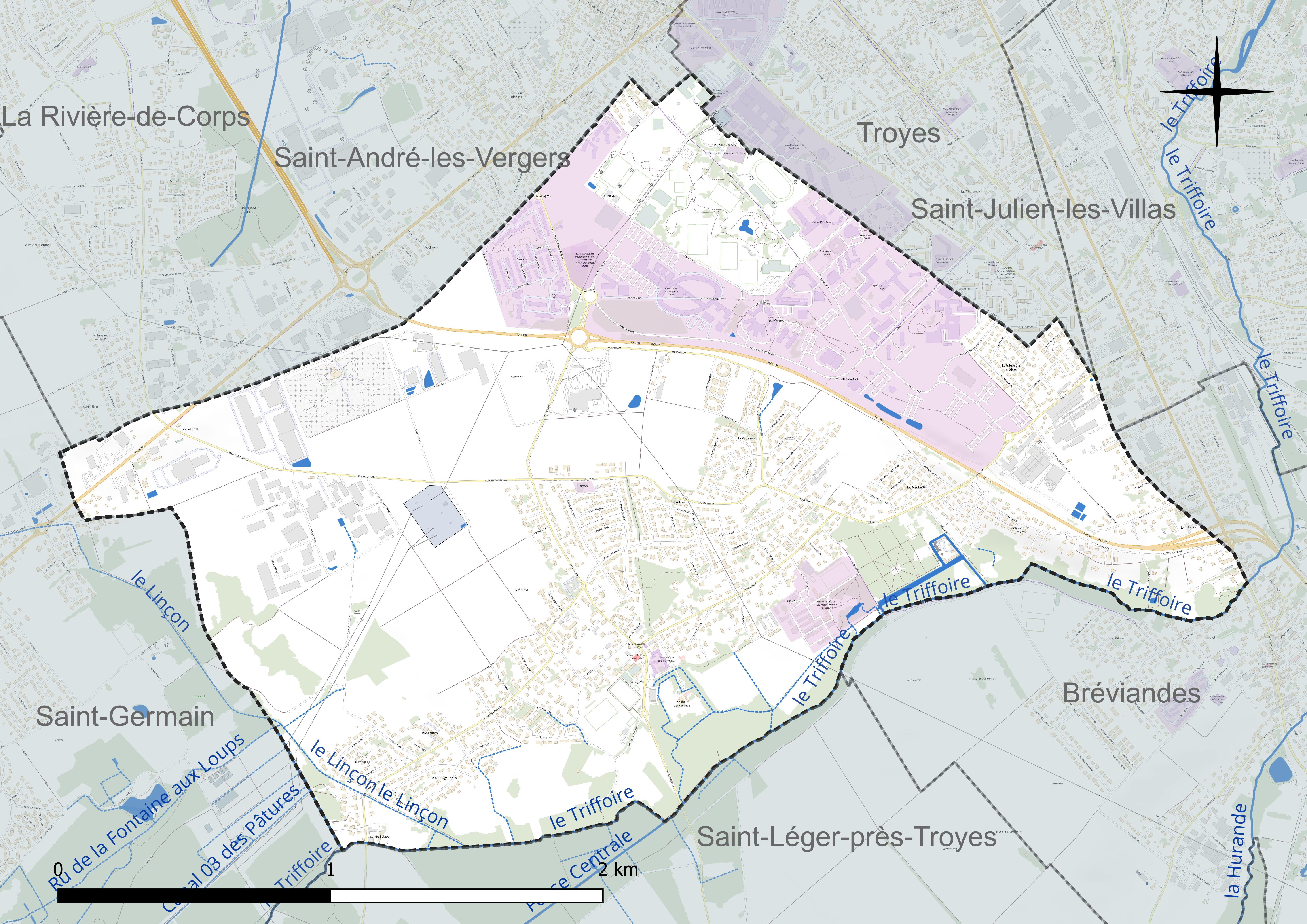
Réseau hydrographique de Rosières-près-Troyes.

### Climat
Pour des articles plus généraux, voir Climat du Grand Est et Climat de l'Aube.
En 2010, le climat de la commune est de type climat océanique dégradé des plaines du Centre et du Nord, selon une étude du Centre national de la recherche scientifique s'appuyant sur une série de données couvrant la période 1971-2000. En 2020, Météo-France publie une typologie des climats de la France métropolitaine dans laquelle la commune est exposée à un climat océanique altéré et est dans la région climatique Lorraine, plateau de Langres, Morvan, caractérisée par un hiver rude (1,5 °C), des vents modérés et des brouillards fréquents en automne et hiver.
Pour la période 1971-2000, la température annuelle moyenne est de 10,6 °C, avec une amplitude thermique annuelle de 15,8 °C. Le cumul annuel moyen de précipitations est de 700 mm, avec 11,3 jours de précipitations en janvier et 7,9 jours en juillet. Pour la période 1991-2020, la température moyenne annuelle observée sur la station météorologique de Météo-France la plus proche, « Saint-Pouange », sur la commune de Saint-Pouange à 4 km à vol d'oiseau, est de 11,5 °C et le cumul annuel moyen de précipitations est de 707,5 mm. 
La température maximale relevée sur cette station est de 42,2 °C, atteinte le 24 juillet 2019 ; la température minimale est de −21 °C, atteinte le 9 janvier 1985,,.
| Mois                                  | jan.            | fév.             | mars           | avril           | mai           | juin           | jui.          | août         | sep.            | oct.            | nov.             | déc.             | année     |
| ------------------------------------- | --------------- | ---------------- | -------------- | --------------- | ------------- | -------------- | ------------- | ------------ | --------------- | --------------- | ---------------- | ---------------- | --------- |
| Température minimale moyenne (°C)     | 0,6             | 0,5              | 2,3            | 4,4             | 8,2           | 11,4           | 13,4          | 13,2         | 9,8             | 7,2             | 3,6              | 1,4              | 6,3       |
| Température moyenne (°C)              | 3,7             | 4,5              | 7,6            | 10,4            | 14,4          | 17,9           | 20,2          | 20           | 16              | 12,1            | 7,2              | 4,4              | 11,5      |
| Température maximale moyenne (°C)     | 6,9             | 8,5              | 12,9           | 16,5            | 20,6          | 24,3           | 27            | 26,8         | 22,3            | 16,9            | 10,8             | 7,4              | 16,7      |
| Record de froid (°C) date du record   | −21 09.01.1985  | −18,7 26.02.1986 | −14,8 01.03.05 | −7,7 09.04.1973 | −2 01.05.1984 | 0,7 05.06.1991 | 4 17.07.1980  | 2 28.08.1974 | −0,5 21.09.1978 | −5,1 20.10.1972 | −11,3 24.11.1998 | −17,8 31.12.1985 | −21 1985  |
| Record de chaleur (°C) date du record | 16,6 05.01.1999 | 21,9 27.02.19    | 24,5 16.03.12  | 29,5 20.04.18   | 34,5 28.05.17 | 38,4 26.06.19  | 42,2 24.07.19 | 41 08.08.03  | 36,3 14.09.20   | 29,6 01.10.1985 | 23,8 08.11.15    | 18,7 16.12.1989  | 42,2 2019 |
| Précipitations (mm)                   | 57,6            | 50,8             | 49,6           | 53,6            | 67,4          | 57,8           | 55,7          | 58,3         | 55,1            | 69,5            | 64,1             | 68               | 707,5     |

| Diagramme climatique                                  |            |             |             |             |              |            |              |             |             |             |          |
| J                                                     | F          | M           | A           | M           | J            | J          | A            | S           | O           | N           | D        |
| 6,90,657,6                                            | 8,50,550,8 | 12,92,349,6 | 16,54,453,6 | 20,68,267,4 | 24,311,457,8 | 2713,455,7 | 26,813,258,3 | 22,39,855,1 | 16,97,269,5 | 10,83,664,1 | 7,41,468 |
| Moyennes : • Temp. maxi et mini °C • Précipitation mm |            |             |             |             |              |            |              |             |             |             |          |

Les paramètres climatiques de la commune ont été estimés pour le milieu du siècle (2041-2070) selon différents scénarios d'émission de gaz à effet de serre à partir des nouvelles projections climatiques de référence DRIAS-2020. Ils sont consultables sur un site dédié publié par Météo-France en novembre 2022.

## Urbanisme

### Typologie
Au 1er janvier 2024, Rosières-près-Troyes est catégorisée ceinture urbaine, selon la nouvelle grille communale de densité à 7 niveaux définie par l'Insee en 2022.
Elle appartient à l'unité urbaine de Troyes, une agglomération intra-départementale dont elle est une commune de la banlieue,. Par ailleurs la commune fait partie de l'aire d'attraction de Troyes, dont elle est une commune de la couronne,. Cette aire, qui regroupe 209 communes, est catégorisée dans les aires de 200 000 à moins de 700 000 habitants,.

### Occupation des sols
L'occupation des sols de la commune, telle qu'elle ressort de la base de données européenne d’occupation biophysique des sols Corine Land Cover (CLC), est marquée par l'importance des territoires artificialisés (57,9 % en 2018), en augmentation par rapport à 1990 (30,9 %). La répartition détaillée en 2018 est la suivante : 
zones urbanisées (33,5 %), terres arables (26,5 %), zones industrielles ou commerciales et réseaux de communication (17 %), forêts (8,4 %), espaces verts artificialisés, non agricoles (7,5 %), zones agricoles hétérogènes (7,2 %). L'évolution de l’occupation des sols de la commune et de ses infrastructures peut être observée sur les différentes représentations cartographiques du territoire : la carte de Cassini (XVIIIe siècle), la carte d'état-major (1820-1866) et les cartes ou photos aériennes de l'IGN pour la période actuelle (1950 à aujourd'hui).

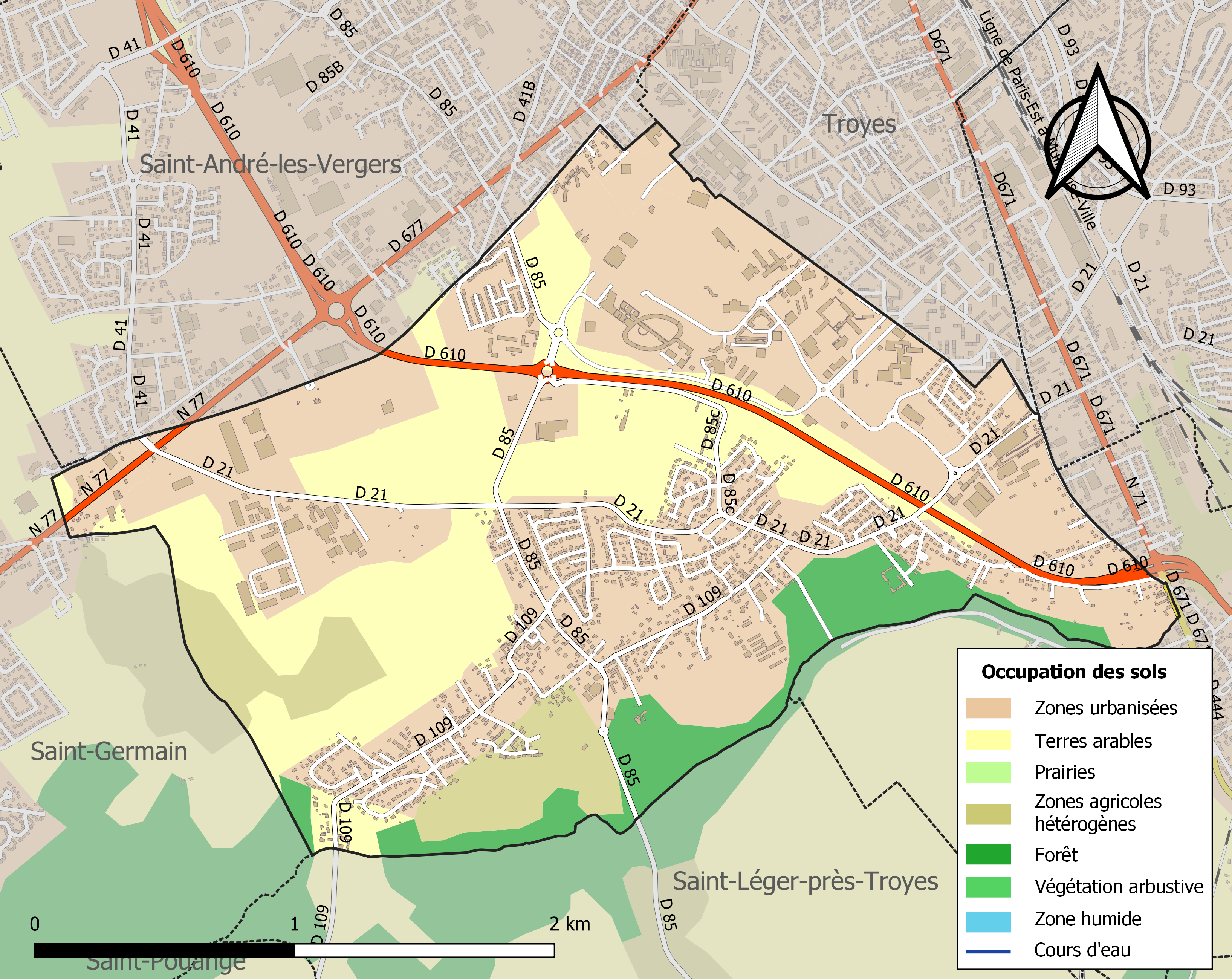
Carte des infrastructures et de l'occupation des sols de la commune en 2018 (CLC).

## Histoire
Aucune donnée archéologique ne permet de dire si l'espace de la commune était occupé durant l'Antiquité ou durant la Préhistoire. Elle semble sortir de terre sous la plume de Pierre de Provins au XVIe siècle.
Rosières s'est développée au contact de la ville de Troyes durant tout le Moyen Âge. La ville était alors limitée à son château et au domaine de celui-ci. Le contact avec Troyes favorise le commerce particulièrement actif grâce aux foires de Champagne.
La première mention officielle de ce village date de 1520 par Pierre de Provins, il est donc évident que le village est antérieur à cette date. Le village se développe sans doute au contact du château durant le XIIIe siècle.
Le château existait déjà en 1201 et il était bâti dans une zone marécageuse sous la domination de Guillaume Ier de Rosières qui était vassal du comte de Troyes. Ce Guillaume était en étroite parenté avec Thibaud Ier, chevalier qui avait épousé Aude, demoiselle de la comtesse de Troyes, Blanche de Navarre. De cette parenté, Guillaume devint seigneur de Rosières en 1242.
À sa mort en 1249 et jusqu’en 1252, c’est son fils, Thibaud III, qui reprit la seigneurie avec pour coseigneurs ses frères, Guillaume II et Thomas de Rosières.
En 1314, Isabelle de Thorigni, épouse du chevalier Jean de Cervigni, est dame de Rosières.
C’est au début du XIVe siècle qu’apparut la famille de Verdun comme propriétaire des censives. Pierre de Verdun, clerc, vivant à Troyes, fondit son anniversaire et celui de Jeanne de Verdun, sa défunte femme, en l’église Saint-Urbain tous les ans, versant ainsi 14 livrées de rente à Troyes. Ces rentes successives furent appelées les censives de Rosières. Si ce terme ne prouve en rien que le sieur Pierre de Verdun fut seigneur de Rosières, nous pouvons affirmer que sa descendance elle, le fut.
C’est donc en 1448 que l’on retrouve la trace des « de Verdun » à la tête de la seigneurie de Rosières puisque la petite-fille d’Étienne le Peuvrier, aussi appelé Étienne de Verdun et descendant lui-même de Pierre de Verdun, épousa Le Pelé, écuyer demeurant à Troyes, qui à l’époque était détenteur de « la Motte de Rosières » (Notons que l’appellation de la seigneurie change selon les sources et les époques mais demeure pourtant bien la même).
La succession fut alors partagée en 1478 entre les enfants et c’est Pierre le Pelé qui hérita du titre de seigneur de Rosières. Ce dernier mourut tôt sans avoir été marié et sans laisser par conséquent de descendance légitime, car certains textes feraient mention d’un fils issu d’une liaison de passage.
C’est donc à sa sœur, Guillemette Le Pelé épouse de Jean de Vittel, que revint le titre. De cette union naquit Antoinette de Vittel, mariée dès 1516 à Pierre de Provins qui, homme d’ambition, s’autoproclama impunément seigneur de Rosières et s’annexa par la même occasion la seigneurie de Laines Bourreuses.
En 1521, le château subit une modification car François Ier alors roi de France déclare la seigneurie franc-alleu avec droit de haute et basse justice et établissement d’un pont-levis levant et baissant avec chaînes de fer.
C’est en 1547, à la mort de son père qu’Antoinette et Pierre de Provins, ancien maire de Troyes, devinrent seigneurs à leur tour et c’est de par leur fille Louise que le titre tomba dans les mains de la famille de Petremol. Cette dernière était l’épouse d’Antoine Ier de Pétremol.
Leurs enfants n’eurent pas tous le droit à la succession, seuls trois d’entre eux, Antoine II, maître d’hôtel du duc d’Alençon, frère du roi, Adrien, trésorier de l’extraordinaire des Guerres, qui devint intendant et contrôleur général des finances en Champagne et Margueritte, femme d’Antoine de Bourbel, seigneur des « Gareaux » se partagèrent les terres à la mort de leurs parents.
Adrien mourut seul seigneur et sans descendance. C’est à son frère, Antoine deuxième du nom alors lieutenant du grand maître de l’Artillerie de France, qui lui avait revendu sa part quelques années plus tôt, que revint alors la succession.
On assiste alors à la première vente des seigneuries de Rosières et Laines Bourreuses car Antoine II, vivant à Chalons du fait de son titre de président de la chambre des comptes, consent à vendre une nouvelle fois la seigneurie aux héritières de sa femme, Charlotte Hennequin.
Ce furent donc Henriette Hennequin, encore mineure à l’époque et sa sœur Geneviève qui reprirent la seigneurie. Elles se marièrent respectivement à Pierre Poncher, Maître des comptes et Maximilien « Dabotz », écuyer.
Pierre Poncher, devenu alors seul seigneur par arrangement avec sa belle-sœur, Geneviève, vendit ses terres le 23 février 1615 à Vincent Le Marguenat, époux de Nicole de la Ferté.
À la mort de ce dernier, en 1647, s’ensuivit une histoire de gros sous qui, trouble, ne put vraiment donner de possesseur du domaine de Rosières et Laines Bourreuses. Louis Nivelle le fut un temps mais non légalement. Il fut l’objet de nombreuses procédures judiciaires.
Les poursuites étant longues et le domaine judiciaire s’empêtrant dans un marasme de paperasserie, Louis Nivelle put finir sa vie dans le château de Rosières sans que personne l’en déloge.
C’est donc officiellement et légalement, en 1656, le 8 mars très exactement, un an après la mort de Louis Nivelle que le domaine trouve un nouveau propriétaire en la personne de Samuel Guichon receveur général des rentes de la ville de Paris.
L’ère des Guichon à Rosières sera une période faste pour le village car ce dernier connaîtra alors un important goût pour les fêtes et les distractions des gens de la cour du roi. Ainsi se succédèrent au château diverses personnalités bien connues comme, Boileau, Voiture, les frères Perrault et le fils de Jean de La Fontaine, ainsi que ce dernier, qui y demeura et y travailla par la suite. Le lieu était réputé pour ses distractions et son calme si bien que Charles Perrault ne put s’empêcher d’écrire une épître sur la chasse à Rosières.
Guichon fit par la suite de nombreux achats de terres et annexa à son domaine les terres de Viélaines et d’autres terres encore.
C’est le 5 avril 1685 que le partage de la succession de Samuel Guichon fut fait entre ses trois enfants.
En 1718, le village de Laines Bourreuses n’existe plus que sur les papiers, on parla dès lors du village de Rosières.
Le domaine resta au sein de la famille Guichon jusqu’en 1733, date à laquelle Anne Guichon, dernière héritière de Samuel, céda l’ensemble des terres que constituaient Rosières, Laines Bourreuses et Viélaines, à Pierre Puget, seigneur de la Marche, grand bailli de Troyes.
Il vendit à son tour à Claude Raphaël Dufour en 1749, qui fut officier chez le roi, mais ce dernier fut le premier d’une longue série de propriétaires en peu de temps, du fait de la dure période financière et ce que certains appelleront la valse des propriétaires, prit fin en 1766 quand Louis-Nicolas Berthelin que l’on surnomma « Berthelin de Rosières » entra dans le domaine, en tant que nouveau propriétaire. Ce dernier en fera don à son fils en 1786, mais avec réserve d’usufruit.
Vint alors la Révolution française, et le château, comme alors bon nombre de propriétés en France, fut déclaré bien national et revendu en tant que tel.
Puis se succédèrent bon nombre de propriétaires dont les passages furent des plus discrets. Les noms de Jean Edme Berthelin de Viélaines en 1800, de Louis Benigne Dussonay de Mély en 1812 et des filateurs Roblot et Chaumet en 1818, n’ont guère laissé plus de traces que leurs patronymes sur un bout de papier et c’est en 1822, que le château retrouve alors toute sa vie grâce à son nouveau propriétaire, Jean Baptiste Arson.
Le château, oublié de tous depuis l’ère Guichon sort alors de son sommeil et retrouve sa verve de l’époque. Le châtelain est homme de fête et de goût, ainsi le château se distingue par l’étonnante beauté de ses jardins dit « à la française », rappelant dès lors les jardins de Versailles, en un format plus modéré, il va de soi. Alors que tout avait été abandonné depuis des années, Jean Arson décida de tout restaurer, seul l’extérieur du château ne le fut pas, mais les récits parlent d’un grand salon digne des jardins.
La suite des successions est très obscure et tout ce que l’on a pu retrouver de l’époque fait mention des jardins du château et de la vente de ses produits encore de mise en 1913 pour ce qui est tout du moins des Rosiers, car il est sûr que bien plus que des fleurs, il poussait aussi en ces terres des fruits et légumes si gros et si goutteux que l’on se pressait de toute la France pour visiter le domaine aux mille couleurs et parfums.
Le 4 février 1919, par décret, Rosières est autorisée à joindre « près Troyes » à la suite de son nom, pour une raison que nous ignorons mais qui aurait sans doute un rapport avec la poste, car on ne dénombre pas moins de dix-huit Rosières en France.
En 1923 le commandant Louis Joseph Reynard-Lespinasse, membre résidant de la société académique de l’Aube, achète le château. Sa veuve le revendra en 1933 à M.Pomez Jolly dont les descendants vivent toujours au château. Le village tire son nom d'une rosière, qui désignait une zone marécageuse à Roseaux. Ce sont donc des « Rosières » qui constituaient le domaine du château[réf. nécessaire].
Mais le Rosières d’aujourd’hui est le résultat de l’association de deux villages, car il n’y a pas encore si longtemps[Quand ?] on faisait la distinction entre Rosières et Viélaines, deux communes qui se sont étendues l’une vers l’autre, pour finalement ne faire plus qu’une. C’est à la date du 17 pluviôse de l’an III (6 mai 1795) que furent réunies les deux communes par l’arrêté n° 16 figurant dans le registre des délibérations du district de Troyes.
Le nom de ce village a subi de multiples changements au cours des années. En 1285, c’est sous le nom de Villaines qu’il se fit connaître. En 1382, le village endosse un nom aux consonances plus latines et gauloises Veteres Lanae (Vieilles Plaines ou vieilles fermes). En 1482, il est connu sous le nom de Laines Vielz. En 1520, il devient Vielz Laines. En 1640, les deux particules se rattachent et forment Viezlaines. Finalement, c’est au cours du XVIIIe siècle qu’il prend l’appellation actuelle de Viélaines.

## Politique et administration

### Liste des maires
| Période                                  | Période   | Identité       | Étiquette       | Qualité                               |
| ---------------------------------------- | --------- | -------------- | --------------- | ------------------------------------- |
| mars 1977                                | mai 2020  | Jacques Rigaud | RPR puis UMP-LR | Retraité Conseiller départemental     |
| mai 2020                                 | août 2021 | Yves Rehn      |                 | Ancien maire de La Chapelle-Saint-Luc |
| novembre 2021                            | En cours  | Arnaud Raymond |                 | Conseil municipal                     |
| Les données manquantes sont à compléter. |           |                |                 |                                       |

## Démographie

### Évolution démographique
L'évolution du nombre d'habitants est connue à travers les recensements de la population effectués dans la commune depuis 1793. Pour les communes de moins de 10 000 habitants, une enquête de recensement portant sur toute la population est réalisée tous les cinq ans, les populations de référence des années intermédiaires étant quant à elles estimées par interpolation ou extrapolation. Pour la commune, le premier recensement exhaustif entrant dans le cadre du nouveau dispositif a été réalisé en 2006.

En 2022, la commune comptait 4 866 habitants, en évolution de +19,68 % par rapport à 2016 (Aube : +0,7 %, France hors Mayotte : +2,11 %).
| 1793 | 1800 | 1806 | 1821 | 1831 | 1836 | 1841 | 1846 | 1851 |
| ---- | ---- | ---- | ---- | ---- | ---- | ---- | ---- | ---- |
| 139  | 274  | 268  | 266  | 311  | 330  | 379  | 288  | 296  |

| 1856 | 1861 | 1866 | 1872 | 1876 | 1881 | 1886 | 1891 | 1896 |
| ---- | ---- | ---- | ---- | ---- | ---- | ---- | ---- | ---- |
| 275  | 250  | 276  | 250  | 247  | 228  | 205  | 202  | 187  |

| 1901 | 1906 | 1911 | 1921 | 1926 | 1931 | 1936 | 1946 | 1954 |
| ---- | ---- | ---- | ---- | ---- | ---- | ---- | ---- | ---- |
| 176  | 184  | 200  | 195  | 219  | 283  | 309  | 323  | 402  |

| 1962 | 1968 | 1975  | 1982  | 1990  | 1999  | 2006  | 2011  | 2016  |
| ---- | ---- | ----- | ----- | ----- | ----- | ----- | ----- | ----- |
| 528  | 527  | 1 096 | 1 804 | 2 283 | 2 608 | 3 064 | 3 533 | 4 066 |

| 2021  | 2022  | - | - | - | - | - | - | - |
| ----- | ----- | - | - | - | - | - | - | - |
| 4 749 | 4 866 | - | - | - | - | - | - | - |

### Pyramide des âges
La population de la commune est relativement jeune.
En 2018, le taux de personnes d'un âge inférieur à 30 ans s'élève à 45,9 %, soit au-dessus de la moyenne départementale (35,2 %). À l'inverse, le taux de personnes d'âge supérieur à 60 ans est de 18,6 % la même année, alors qu'il est de 27,7 % au niveau départemental.
En 2018, la commune comptait 2 287 hommes pour 2 127 femmes, soit un taux de 51,81 % d'hommes, largement supérieur au taux départemental (48,59 %).
Les pyramides des âges de la commune et du département s'établissent comme suit.
| Hommes | Classe d’âge | Femmes |
| ------ | ------------ | ------ |
| 0,1    | 90 ou +      | 0,4    |
| 4,6    | 75-89 ans    | 7,0    |
| 12,0   | 60-74 ans    | 13,3   |
| 17,6   | 45-59 ans    | 18,6   |
| 15,8   | 30-44 ans    | 19,1   |
| 33,7   | 15-29 ans    | 23,5   |
| 16,2   | 0-14 ans     | 17,9   |

| Hommes | Classe d’âge | Femmes |
| ------ | ------------ | ------ |
| 0,8    | 90 ou +      | 2,1    |
| 7,4    | 75-89 ans    | 10,2   |
| 17,4   | 60-74 ans    | 18,4   |
| 19,4   | 45-59 ans    | 19     |
| 17,8   | 30-44 ans    | 17,3   |
| 18,3   | 15-29 ans    | 15,9   |
| 19     | 0-14 ans     | 17,1   |

## Économie
La commune héberge le centre de recherche sur la méthanisation Certimetha, porté par Biogaz Vallée et Evergaz.
Elle héberge également une unité de production de la société Electrolux (fabrication de matériel de blanchisserie professionnel et industriel).

## Lieux et monuments
- Chartreuse de Notre-Dame-de-La-Prée-lès-Troyes : Jean Garner de Surare, chanoine de Saint-Étienne de Troyes, établit en 1332 des chartreux dans le château à La Prée, sur le territoire de Rosières, d’où le nom de Notre-Dame-de-La-Prée. Le lieu est insalubre et dès 1428, on évoque au chapitre général de l'ordre la question d’un transfert. En 1626, Marie le Mairat, veuve de Nicolas Largentier (†1610), donne aux chartreux, à l'extrémité du faubourg Croncels, la maison de Notre-Dame-de-Largentière. Marie le Mairat met à la place à La Prée des religieuses de l'Ordre de Saint-Benoît, qui devient le prieuré Sainte-Scholastique[27].
- Prieuré Sainte-Scholasitique, du XVIe siècle[28].
- Monument aux morts (1 guerre).
- Château aménagé par Claude Perrault.
- Chapelle de Rosières-près-Troyes.
- Chapelle du prieuré Sainte-Scholastique de Rosières-près-Troyes.

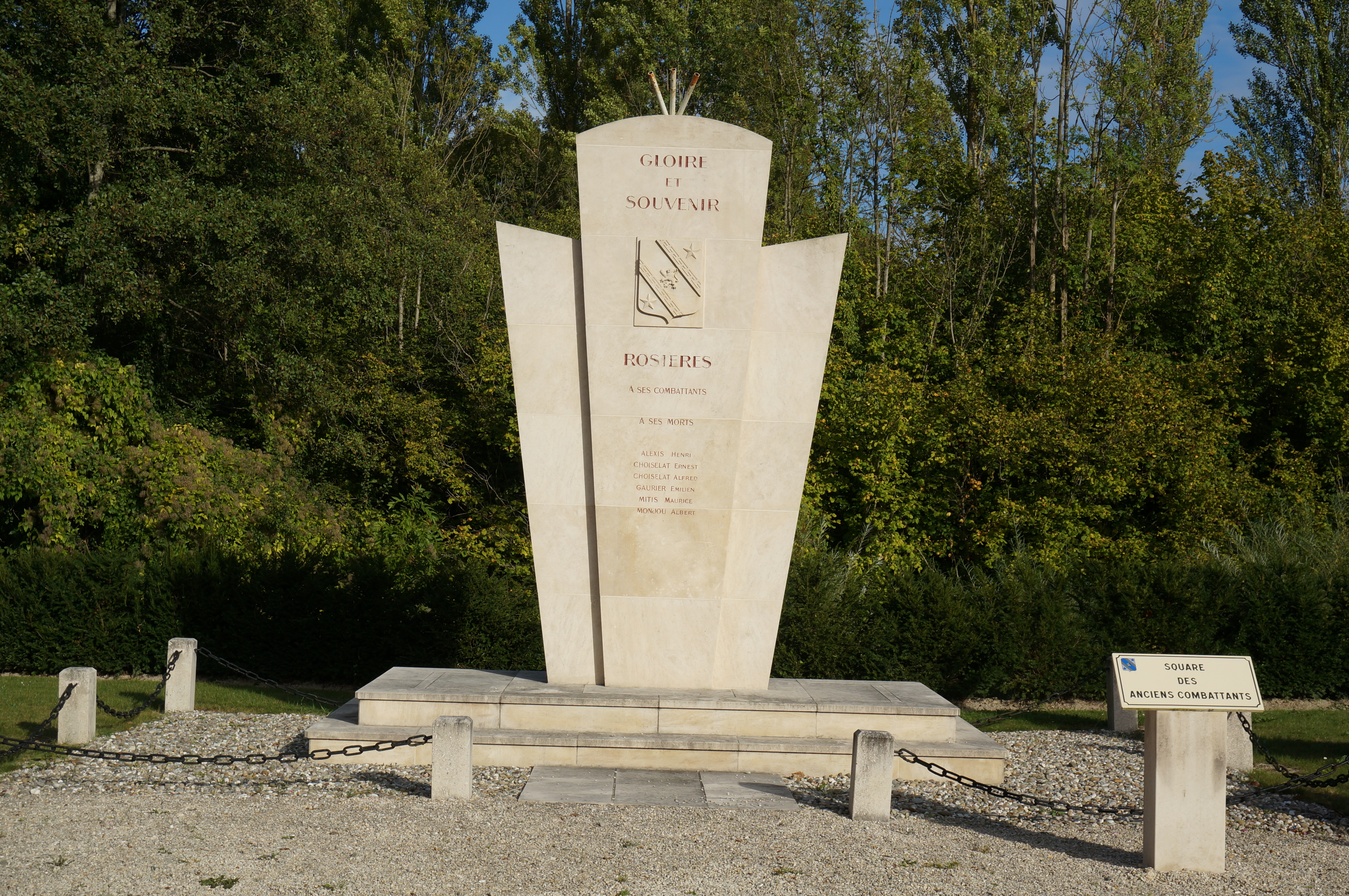
Le monument aux morts.
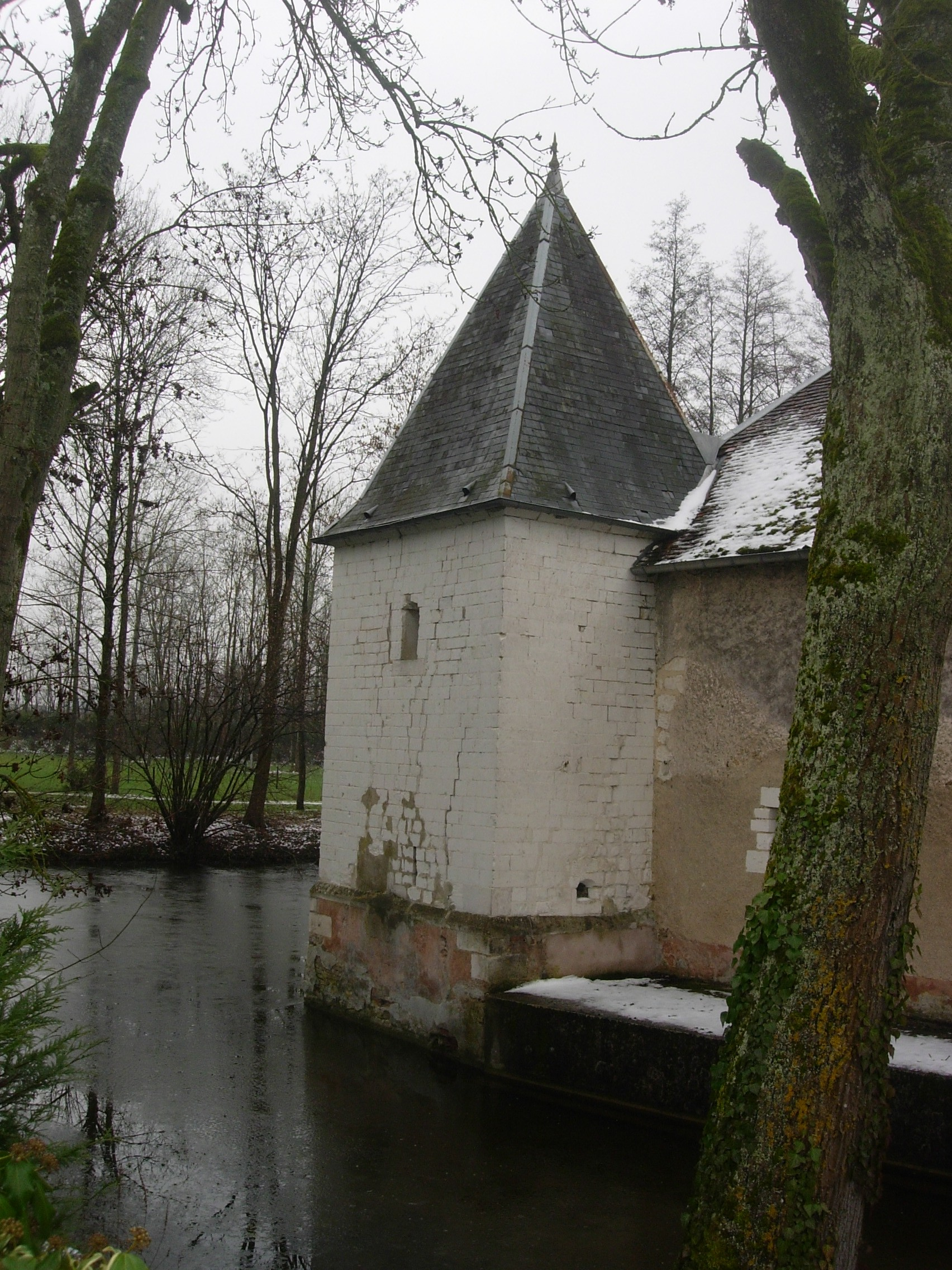
Tour du château.

## Héraldique
|  | Les armes de la ville se blasonnent ainsi : D’argent à la bande d’azur chargée d’un lion d’or posé à plomb, côtoyée de deux cotices potencées et contre-potencées du même, accompagnée de deux étoiles aussi d’azur, une en chef et une en pointe. |